# ادی بائر (کارآفرین)
ادی بائر (انگلیسی: Eddie Bauer؛ ۱۹ اکتبر ۱۸۹۹ – ۱۸ آوریل ۱۹۸۶) کارآفرین اهل ایالات متحده آمریکا بود، که در سال ۱۹۲۰ شرکت ادی بائر را تأسیس کرد.